# Olaya (Antioquia)
Olaya est une municipalité située dans le département d'Antioquia, en Colombie.